# Dušan Repovš
Dušan D. Repovš (nacido el 30 de noviembre de 1954) es un matemático esloveno de Liubliana, Eslovenia.
Se graduó en 1977 de la Universidad de Liubliana. Obtuvo su Ph.D. en 1983 de la Universidad Estatal de Florida. Tenía una beca del Consejo de Investigación de Eslovenia y una beca Fulbright.
En 1993 fue ascendido a Profesor de Geometría y Topología en la Universidad de Liubliana, donde trabaja en la Facultad de Matemáticas y Física y en la Facultad de Educación, como Jefe de la Cátedra de Geometría y Topología. Desde 1983 es el líder del Grupo esloveno de Análisis no lineal, Topología y Geometría en el Instituto de Matemáticas, Física y Mecánica de Liubliana, y ha dirigido numerosas becas de investigación nacionales e internacionales (con Estados Unidos, Japón, Federación de Rusia, China, Francia, Italia, España, Israel, Reino Unido, Polonia, Hungría, Rumania, Eslovaquia y otros). La Agencia de Investigación de Eslovenia ha seleccionado este grupo entre los mejores grupos de programas de investigación en Eslovenia.
Repovš es el experto esloveno líder en análisis no lineal y topología y es uno de los matemáticos eslovenos más conocidos. Ha publicado más de 450 trabajos de investigación y ha dado más de 400 charlas invitadas en varias conferencias internacionales y universidades de todo el mundo.
Sus intereses de investigación están en métodos topológicos en análisis no lineal, aplicaciones de análisis funcional, análisis multivalor, topología y álgebra. Primero se dio a conocer en 1980 por sus resultados en topología geométrica, en particular la solución del problema de reconocimiento para 3-variedades, la prueba del Criterio de Celularidad 4-dimensional y la prueba del caso de Lipschitz de la conjetura clásica de Hilbert-Smith. Más tarde amplió su investigación a varias otras áreas y actualmente está investigando más activamente los problemas de ecuaciones diferenciales parciales. Cubre un espectro muy amplio: problemas con crecimiento no estándar (exponentes variables, problemas anisotrópicos, problemas de doble fase), análisis cualitativo de soluciones de PDE semilineales y 
cuasilineales (condiciones de frontera de Dirichlet, Neumann, y Robin), problemas singulares y degenerados, problemas de desigualdad (variacionales, hemivariacionales, tanto estacionarios como evolutivos). Su análisis de estos problemas combina métodos finos en la interacción entre análisis funcional no lineal, teoría de puntos críticos, métodos variacionales, topológicos y analíticos, física matemática y otros.
Ha publicado una monografía sobre análisis no lineal, una monografía sobre ecuaciones diferenciales parciales con exponentes variables, una monografía sobre selecciones continuas de funciones multivaluadas, y una monografía sobre variedades generalizadas de altas dimensiones, así como también un libro de texto universitario sobre topología. Está sirviendo en los consejos editoriales de la revista Journal of Mathematical Analysis and Applications, Advances in Nonlinear Analysis, Boundary Value Problems, Complex Variables and Elliptic Equations y otros.
Por su destacada investigación, recibió el Doctorado Honorario de la Universidad de Craiova en 2014, en 2009 la Medalla conmemorativa Bogolyubov por el Congreso de Matemáticas de Ucrania en Kiev y en 1997 el Premio de la República de Eslovenia por la Investigación (ahora Premio Zois). Por su promoción de la ciencia eslovena en el extranjero, recibió en 1995 el título honorífico de Embajador de la Ciencia de la República de Eslovenia. Es miembro de la Academia Europea de Ciencias y Artes, la Academia de Ciencias de Nueva York, la Sociedad Matemática Americana, la Sociedad Matemática Europea, la Sociedad Matemática de Londres, la Sociedad Matemática de Japón, la Sociedad de Matemática de Moscú, la Sociedad Matemática Francesa, la Sociedad Matemática Suiza, y otros. También es miembro fundador de la Academia eslovena de Ingeniería.